# 謝偉俊 (足球運動員)
謝偉俊（Tse Wai Chun，1997年1月30日—），生於香港，香港足球運動員，司職右後衛，現時效力香港超級聯賽球會標準流浪。

## 球員生涯
2015年夏天，謝偉俊獲提拔到標準流浪一隊。
12月25日，他在對1–1賽和元朗的菁英盃分組賽於55分鐘後備上陣，職業生涯首度亮相。結果流浪在2018年4月22日主場不敵R&F富力後，宣告護級失敗。
2018年夏天，他轉會到港超聯球會佳聯元朗。
10月27日，他在高級組銀牌8強1–2不敵富力R&F時，在87分鐘取得職業生涯首個入球，但該球其實是葉子俊罰球中柱撞入，不過球證就錯判入球給謝偉俊。
2019年夏天，已簽約加盟港超聯富力的謝偉俊，被借回標準流浪效力，並於球季結束後正式加盟。

## 外部連結
- Tse Wai Chun（页面存档备份，存于）